# Estadio Nacional (estación)
Estadio Nacional es una estación ferroviaria que forma parte de la red del Metro de Santiago de Chile. Se encuentra subterránea, entre las estaciones Ñuble y Ñuñoa de la  Línea 6, está ubicada en la intersección de la Avenida Pedro de Valdivia y la Avenida Grecia en la comuna de Ñuñoa.
La estación estuvo cerrada entre el 18 de octubre y el 18 de noviembre de 2019 debido a los daños sufridos durante la serie de protestas por el alza de la tarifa del metro.

## Origen etimológico
Su nombre se debe a que se encuentra en la esquina nororiente del Estadio Nacional Julio Martínez, principal centro deportivo del país. La estación posee un diseño especial, distinto al del resto de las estaciones, debido a que sus grandes dimensiones permiten manejar grandes flujos de personas durante eventos deportivos o recreativos que se desarrollen en el estadio.

### Accesos
| Acceso | Intersección                         |
| ------ | ------------------------------------ |
| A      | Av. Pedro de Valdivia con Av. Grecia |
| B      | Estadio Nacional                     |
| C      | Av. Grecia con Villoslava            |

## Galería

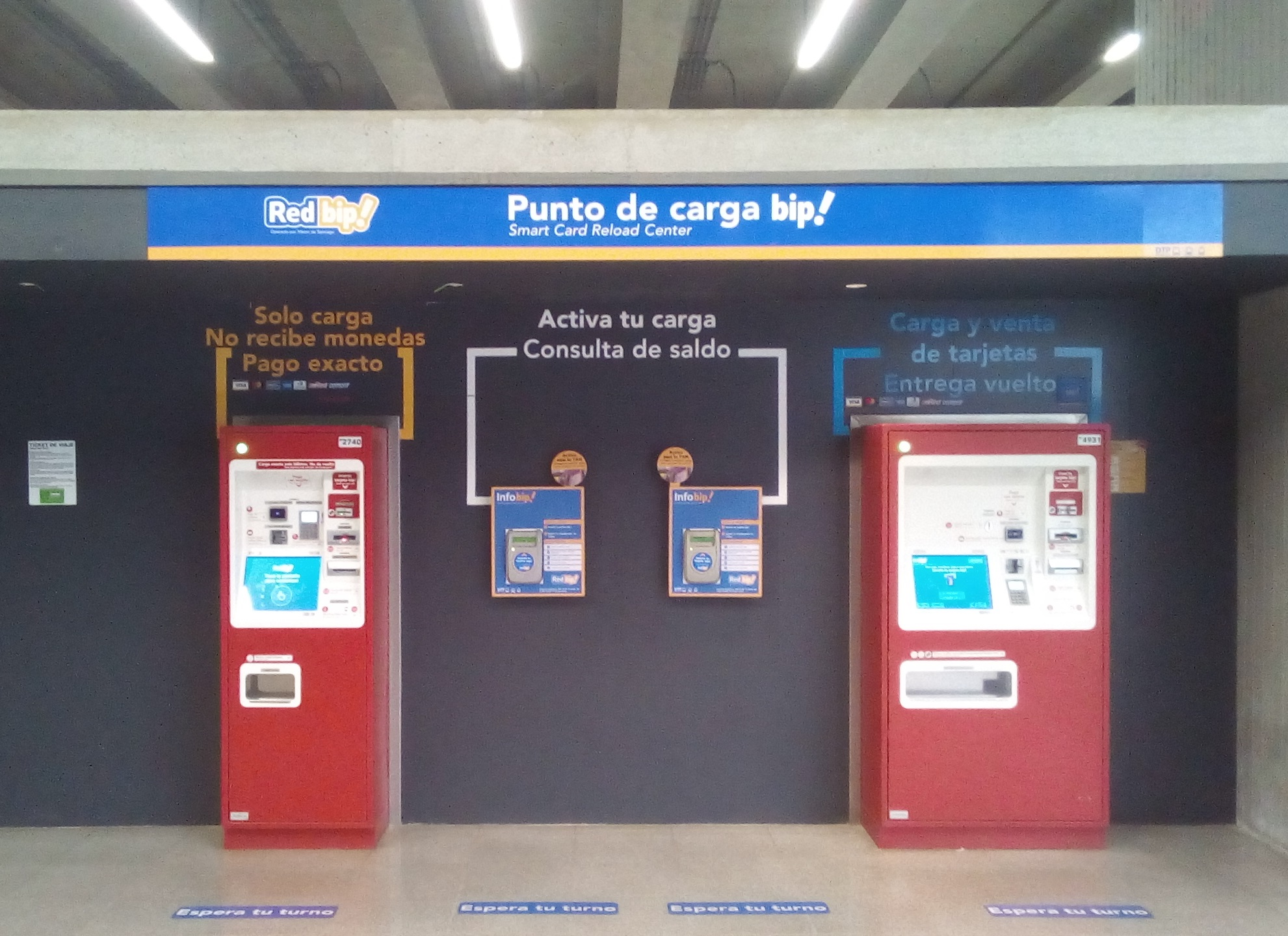
Máquinas de carga de tarjeta bip! en la estación.
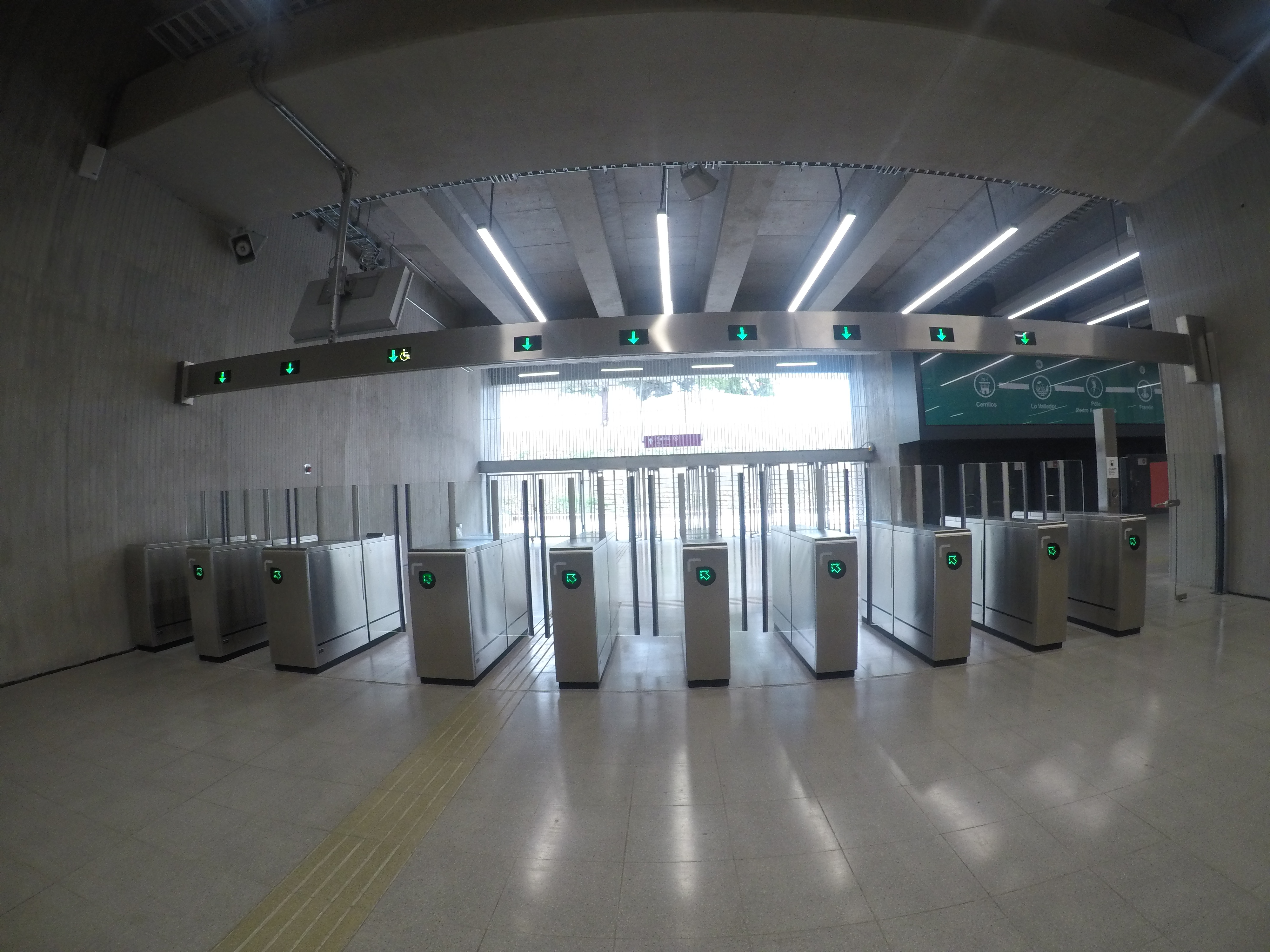
Mezzanina de la estación.
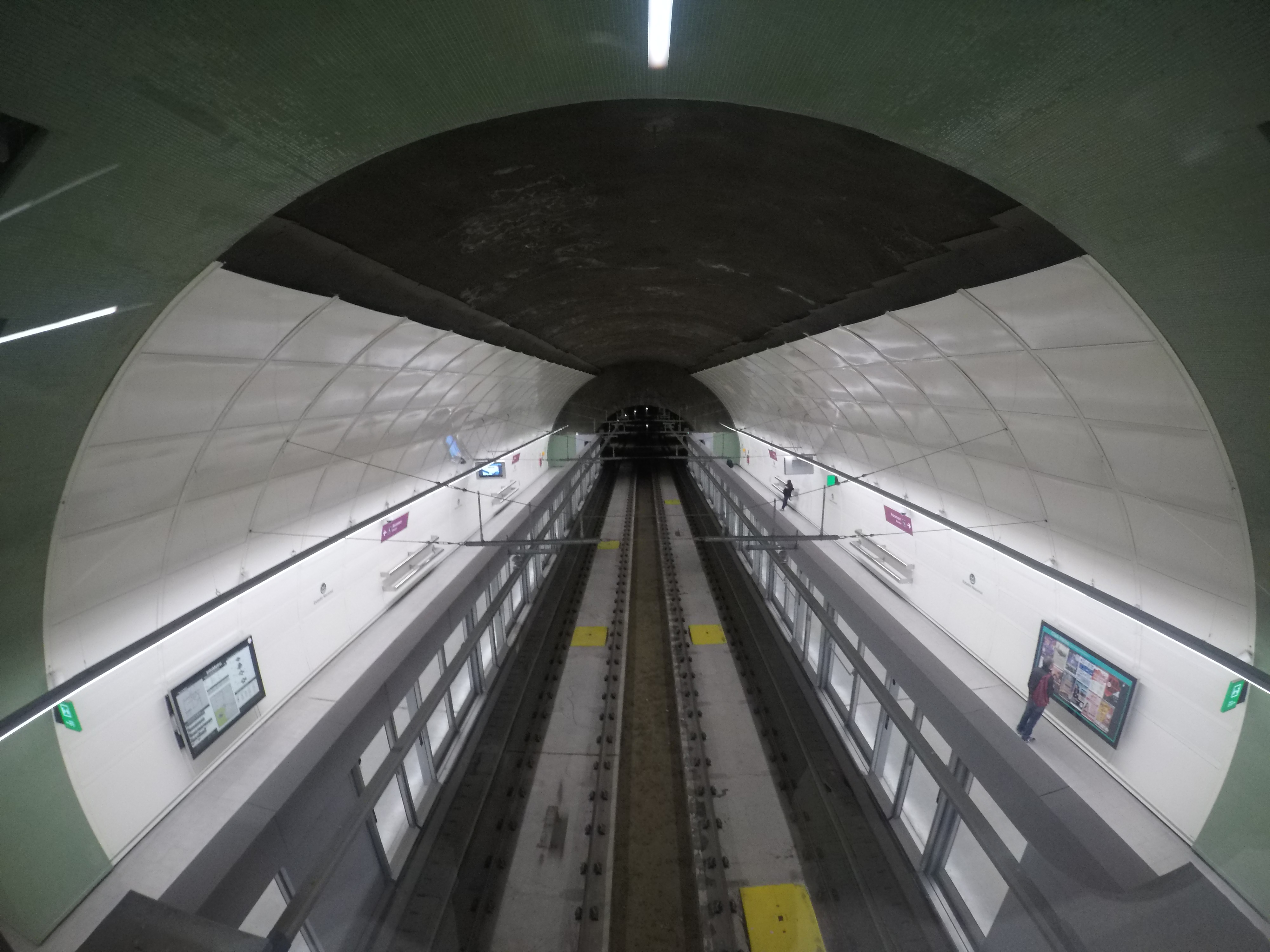
Andenes de la estación.
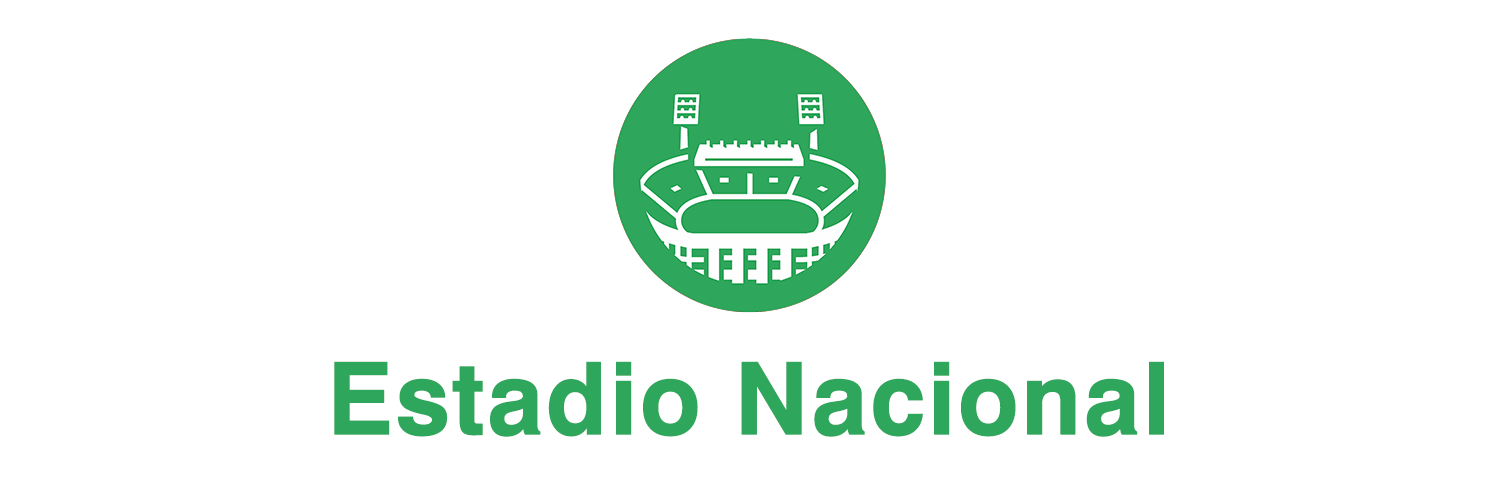
Cenefa utilizada actualmente en los andenes.

## Conexión con Red Metropolitana de Movilidad
La estación posee 7 paraderos de la Red Metropolitana de Movilidad en sus alrededores (sin la existencia del paradero 7), los cuales corresponden a:
| Paradero/ Código                          | Recorridos |
| ----------------------------------------- | --- |
| Parada 1 / Metro Estadio Nacional (PD115) | 506 (Peñalolén) - 506e (Peñalolén) - 506v (Peñalolén) - 507 (Av. Grecia) - 507c (Peñalolén) - 510 (Río Claro) - 511 (Peñalolén) - 516 (Las Parcelas) - 519 (Av. Grecia) |
| Parada 2 / Metro Estadio Nacional (PD582) | 506 (Maipú) - 506e (Maipú) - 506v (Villa El Abrazo) - 507 (Enea) - 507c (Metro Parque O'Higgins) - 510 (Pudahuel Sur) - 516 (Pudahuel Sur) - 519 (Alameda)              |
| Parada 3 / Metro Estadio Nacional (PD528) | 106 (Peñalolén) - 126 (La Higuera) - 508 (Avenida Las Torres) |
| Parada 4 / Metro Estadio Nacional (PD560) | 508 (Avenida Mapocho) - 511 (Cerro Navia) |
| Parada 5 / Metro Estadio Nacional (PD10)  | 103 (San Luis de Macul) - 114 (Camilo Henríquez) - 117 (Departamental Oriente)                                                                                          |
| Parada 6 / Metro Estadio Nacional (PD162) | 106 (Nueva San Martín) - 126 (Metro Manuel Montt) |
| Parada 8 / Metro Estadio Nacional (PD47)  | 103 (Providencia) - 114 (Metro Ñuñoa) - 117 (Providencia) |